# Membrana extraembrionária
As membranas extra-embrionárias são quatro membranas que auxiliam o desenvolvimento do embrião de um animal. Estas membranas ocorrem numa variedade de animais, desde humanos a insetos. Têm origem no zigoto, mas não são considerados parte do embrião. Normalmente desempenham papéis na nutrição, hematose e remoção de resíduos.

## Em amniotas
Existem quatro membranas extraembrionárias padrão nos amniotas, nomeadamente, répteis (incluindo aves) e mamíferos:
1. o saco vitelínico que envolve a gema
2. o âmnio que envolve e amortece o embrião
3. o alantoide que entre as aves armazena resíduos embrionários e auxilia na troca de dióxido de carbono com oxigénio, bem como na reabsorção de cálcio da casca, e
4. o córion que envolve todos estes e, nas aves, funde-se sucessivamente com o alantoide nas fases finais do desenvolvimento do ovo para formar um órgão respiratório e excretor combinado denominado corioalantoide.[2]

Nos humanos e noutros mamíferos, são mais comummente chamadas de membranas fetais.

## Em insetos
As membranas extraembrionárias nos insetos incluem uma membrana serosa (serosa) originária de células do blastoderma, um âmnio ou cavidade amniótica cuja expressão é controlada pelo gene Zerknüllt e um saco vitelínico. 